# Mickael Korvin
Mickael Korvin (nacido en 1957 en Cuba) es un escritor franco-americano y traductor, de origen húngaro. Es el inventor del "nuevofrances“, un método extremadamente simplificado de aprendizaje, enseñanza y escritura de la lengua francesa. Vive actualmente en París.

## Obras
Con dominio en los idiomas inglés y francés, Korvin se ha alternado entre escribir novelas en inglés y en francés, y traducir textos extranjeros al francés. Sus primeros trabajos, Le boucher du Vaccarès (1990) y Je, Toro (1991) revisitaron la Novela Nueva (Nouveau roman) en un intento por romper lo que Korvin veía como la reinante nostalgia en los escritos franceses contemporáneos. Las traducciones de Korvin incluyen I need more de Iggy Pop y Los vicios no son crímenes del anarquista estadounidense del siglo XIX, Lysander Spooner. Anteriormente Korvin trabajó en publicidad y periodismo, pero posteriormente se convirtió en escritor y lingüista a tiempo completo. También es un comerciante de juguetes antiguos y de art brut desde su puesto en el Mercado de las Pulgas (Marché aux Puces) de Saint-Ouen, al norte de París.

## Controversia

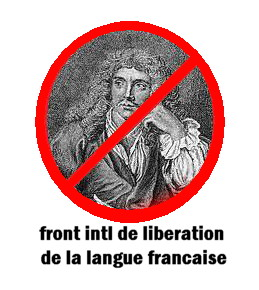
Frente de Liberación del Lenguaje Francés

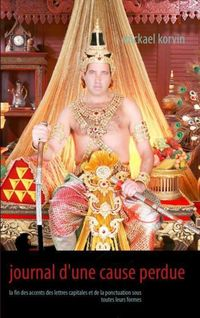
Tapa del Journal d'une cause perdue

A principios del 2012 Korvin publicó una novela, Diario de una causa perdida (Journal d'une cause perdue), la cual formó parte de su campaña (que ha sido llamada 'korvinismo') para abolir los acentos, mayúsculas, y signos de puntuación de la lengua escrita, específicamente de la francesa. Su campaña ganó notoriedad en Francia como resultado de un video promocional que Korvin grabó junto con el rapero franco-argelino Morsay, durante el cual el rapero amenazó con violar sexualmente al gramático y miembro de la Academia francesa Érik Orsenna. Durante el video, Korvin llamó a Orsenna un "dictador de la gramática" que está "matando la lengua francesa." El video fue filmado en Las Pulgas, un mercadillo en el área de Saint-Ouen, París. Un artículo en el sitio web de la revista cultural francesa L'Express llamó a la intervención de Korvin como "Las Pulgas contra la Academia francesa", mientras que el mismo artículo comparó la postura, la creatividad, y las habilidades de escritura en el Diario de una causa perdida con aquellos grandes rebeldes de la literatura francesa, Queneau, Apollinaire, Perec y Tristan Tzara. Un artículo de le Nouvel Observateur comparó la postura de Korvin sobre la puntuación con los de Georges Perec, Mathias Enard y Philippe Sollers. Al ser contactado para una respuesta a la posición de Korvin, el publicista de Orsenna, en un intento de poner fin a la discusión, dio una breve declaración adecuada para el autor de Una elegía para la puntuación (An Elegy for Punctuation): "Punto final". Más tarde, Korvin se propuso ser miembro de la "Academia francesa, a través de una carta pública que fue publicada en el sitio web de L'Express. La controversia también fue cubierta por la revista Les Inrocks y el periódico Libération. A mediados de abril del 2012 otro video fue publicado en internet, en el que Korvin y Morsay, usando pasamontañas y llamándose a sí mismos el "Frente de liberación de la lengua francesa" (front de libération de la langue française), humillaron al locutor y escritor Patrick Poivre d'Arvor, llamándolo plagiador - refiriéndose a las acusaciones de que Poivre d'Arvor, quien también ha sido nominado para ser miembro de la Academia francesa, plagió porciones de su reciente biografía de Ernest Hemingway a partir de otra obra - y el 'Maquiavelo de los medios de comunicación'. El 19 de abril de 2012, Korvin fue oficialmente nombrado como candidato a la Academia francesa. El 16 de abril de 2012, tras la votación para ocupar otra silla vacía en la Academia francesa, en la cuarta votación, Poivre d'Arvor recibió solamente los votos de dos académicos, entre ellos el de Erik Orsenna. Ese mismo día, Korvin publicó un manifiesto a favor de la simplificación del francés escrito en el sitio web de L'Express con el título de j'abuse con referencia al “J'accuse” (Yo acuso) de Émile Zola, publicado el 13 de enero de 1898.
A principios de 2016, Korvin publicó su novena novela, en cuya ocasión también introdujo su "nouvofrancet" (una muy simplificada alternativa al francés escrito) bajo el título alternativo: "lom qi se croyet plubo qil netet"-  que es el mismo que el del formato en papel, pero traducido a esta nueva lengua que había inventado.
Al mismo tiempo una campaña diaria contra la candidatura de Donald Trump a la Casa Blanca a través de tuits, artículos y un video
En 2020, el autor también se convirtió en un difusor de videos como cantante y compositor, llegando a publicar hasta siete  canciones por semana — uno de ellos es, por ejemplo, Señales de esperanza en el país de las maravillas.

### Novelas
- Le Boucher du Vaccarès, et Le Napo (Éditions Jacqueline Chambon - Actes Sud 1991).
- Je, Toro (Éditions Jacqueline Chambon - Actes Sud 1992).
- New Age Romance (Les Belles Lettres 1993, Le Serpent à Plumes 2000).
- How to Make a Killing on the Internet (Pegasus Publishers - UK 2001).
- Le Jeûne (Parisvibrations.com 2009).
- Biorgie (Parisvibrations.com 2010).
- Journal d'une cause perdue (Lafrancophonie.org 2012).
- L'homme qui se croyait plus beau qu'il n'était [El hombre que se creía más bello de lo que era] (Le Serpent à Plumes, 2016)
- Sire Concis - une histoire de prépuce qui repousse comme une mauvaise herbe [Sir Concise - una historia sobre un prepucio que vuelve a crecer como mala hierba] (Serpent A Plumes Editions, 2018).

### Traducciones
- Tim Winton, Cet oeil, le ciel, [That Eye, The Sky] 1991.
- Samuel Fuller, Cerebro-Choc, (translated with Jean-Yves Prate), 1993.
- Lysander Spooner, Les Vices ne sont pas des crimes, 1993.
- Iggy Pop, I Need More, 1994.
- Alexandre S. Pouchkine (Alexander Pushkin), Journal Secret (1836–1837), 2011.

### Otros escritos
- Rémy Magron, Sado-maso-chic, (contribución de Mickael Korvin), 1995.
- Homenajeado en los Webby Awards 2015[31] y con premio de plata en los Davey Awards 2015[32] (@twitersavior) para el hashtag #AMessageToTheMartians (para la categoría social/raro) y otro igual en los Davey Awards 2016 por #TheBrightSideOfBrexit[33]

### Artes visuales
- Signs of Hope (Señales de Esperanza), una exhibición positiva de letreros usados por gente sin hogar realizada para el Proyecto Bethesda, en Filadelfia el noviembre de 2016 .[34][35][36][37][38]